# Aspersorium
Aspersorium:
- kropielnica – kamienne lub metalowe naczynie ze święconą wodą, umieszczone na trwale w przedsionku kościoła (kruchcie), czasem także jako zagłębienie w ścianie mające formę naczynia[1];
- przenośne naczynie (zazwyczaj mały kociołek z pałąkiem) na wodę święconą[1];
- mała kropielnica (kropielniczka) do użytku domowego, wykonana najczęściej z metalu lub plastiku (dawniej często z drewna), zawieszana przy drzwiach wejściowych do domu lub mieszkania, służąca domownikom lub osobom odwiedzającym do umoczenia palców w święconej wodzie i wykonania znaku krzyża[1].

| Rodzaj                            | Zdjęcie |
| --------------------------------- | ------- |
| Aspersorium, kropielnica          |         |
| Aspersorium, kociołek             |         |
| Aspersorium, domowa kropielniczka |         |